# 长冠紫堇
长冠紫堇（学名：Corydalis lathyrophylla）为罂粟科紫堇属下的一个种。

## 扩展阅读
- 維基物種上的相關：长冠紫堇